# Horrenbach-Buchen
Horrenbach-Buchen là một đô thị ở huyện Thun trong bang Bern ở Thụy Sĩ. Đô thị này có diện tích 20,37 km², dân số năm 2005 là 285 người.